# An Indian's Sacrifice
An Indian's Sacrifice è un cortometraggio muto del 1911 diretto da Gilbert M. 'Broncho Billy' Anderson che firma anche la sceneggiatura, lo produce e lo interpreta.

## Produzione
Il film fu prodotto da Gilbert M. 'Broncho Billy' Anderson per la Essanay Film Manufacturing Company, la casa di produzione fondata dall'attore nel 1907 a Chicago. Il western venne girato a San Rafael, dalla sezione dell'Essanay dislocata in California.

## Distribuzione
Distribuito dalla General Film Company, il film uscì nelle sale cinematografiche USA il 23 settembre 1911.